# Пешкъпи
Пешкъпи (на албански: Peshkëpi) е село в Албания, в община Поградец, област Корча.

## География
Селото се намира на 1092 m надморска височина в западните склонове на Галичица на самата граница със Северна Македония. Селото е разположено срещу село Любанища.

## История
В селото е средновековната църква „Рождество Богородично“. В селото има легенди за съществуване на епископия, за което говори и името му. Отбелязано е на гравюра на Христофор Жефарович от 1743 година под името „Епископи“.
Според Божидар Видоески в Пискупия живее „македонско население“.
В селото към 2017 година има над 200 жители, почти изцяло християни.
До 2015 година селото е част от община Бучимас.

## Личности
Родени в Пешкъпи
- Тома Костов, български революционер от ВМОРО, четник на Деян Димитров[5]